# A'ou jezik
A'ou jezik (ISO 639: aou), jedan od novopriznatih jezika nakon podjele jezika gelao [gio] s nekoliko dijalekata, od kojih je za neke ustanovljeno da su zasebni jezici. 
Priznat je 3. veljače 2012. Uz njega kao poseban jezik priznat je i Qau [gqu]. A'ou govori manje od 50 ljudi u kineskoj provinciji Guizhou u selima Xintian, Shawo, Lannigou (okrug Zhijin) i selu Jindi (okrug Dafang); blizu je izumiranja.